# Neslette
Neslette (picardisch: Nélette) ist eine nordfranzösische Gemeinde mit 89 Einwohnern (Stand 1. Januar 2022) im Département Somme in der Region Hauts-de-France. Die Gemeinde liegt im Arrondissement Amiens (seit 2009) und ist Teil der Communauté de communes Somme Sud-Ouest und des Kantons Poix-de-Picardie.

## Geographie
Die Gemeinde liegt am rechten (nordöstlichen) Ufer der Bresle unterhalb der Gemeinde Nesle-l’Hôpital rund drei Kilometer östlich von Blangy-sur-Bresle (Département Seine-Maritime), zu dem die Bresle hier die Gemeindegrenze bildet, an der Départementsstraße D1015, einer alten Römerstraße, und rund sechs Kilometer nordwestlich von Senarpont. Die Bahnstrecke von Aumale nach Le Tréport verläuft jenseits der Bresle außerhalb des Gemeindegebiets. Zu Neslette gehört der Weiler Follemprise am Abzweig einer Straße über die Bresle nach Nesle-Normandeuse.

## Einwohner
| 1962 | 1968 | 1975 | 1982 | 1990 | 1999 | 2006 | 2011 |
| ---- | ---- | ---- | ---- | ---- | ---- | ---- | ---- |
| 99   | 78   | 73   | 92   | 85   | 91   | 94   | 91   |

## Sehenswürdigkeiten
- Kirche Saint-Valéry mit Turm in der Mitte
- Ruinen von Mühle und Kapelle